# Антонелло Куккуредду
Антонелло Куккуредду (італ. Antonello Cuccureddu, * 4 жовтня 1949, Альгеро) — колишній італійський футболіст, захисник. По завершенні ігрової кар'єри — футбольний тренер.
Як гравець насамперед відомий виступами за клуб «Ювентус», а також національну збірну Італії.
Шестиразовий чемпіон Італії. Володар Кубка Італії. Володар Кубка УЄФА. 

## Клубна кар'єра
Вихованець футбольної школи клубу «Альгеро».
У дорослому футболі дебютував 1966 року виступами за команду клубу «Торрес», в якій провів один сезон, взявши участь у 34 матчах чемпіонату. 
Протягом 1967—1969 років захищав кольори команди клубу «Брешія».
Своєю грою за останню команду привернув увагу представників тренерського штабу клубу «Ювентус», до складу якого приєднався 1969 року. Відіграв за «стару синьйору» наступні дванадцять сезонів своєї ігрової кар'єри. Більшість часу, проведеного у складі «Ювентуса», був основним гравцем захисту команди. За цей час шість разів виборював титул чемпіона Італії, ставав володарем Кубка Італії, володарем Кубка УЄФА.
Протягом 1981—1984 років захищав кольори команди клубу «Фіорентина».
Завершив професійну ігрову кар'єру у нижчоліговому клубі «Новара», за команду якого виступав протягом 1984—1985 років.

## Виступи за збірну
1975 року дебютував в офіційних матчах у складі національної збірної Італії. Протягом кар'єри у національній команді, яка тривала 4 роки, провів у формі головної команди країни 13 матчів. У складі збірної був учасником чемпіонату світу 1978 року в Аргентині.

## Кар'єра тренера
Розпочав тренерську кар'єру, повернувшись до футболу після невеликої перерви, 1994 року, увійшовши до тренерського штабу клубу «Ювентус», де працював з командою дублерів.
В подальшому очолював команди клубів «Ачиреале», «Тернана», «Кротоне», саудівського «Аль-Іттіхад», «Авелліно», «Торрес», «Гроссето» та «Перуджа».
Наразі останнім місцем тренерської роботи був клуб «Пескара», команду якого Антонелло Куккуредду очолював як головний тренер до 2010 року.

## Титули і досягнення
- Чемпіон Італії (6):

«Ювентус»:  1971–72, 1972–73, 1974–75, 1976–77, 1977–78, 1980–81
- Володар Кубка Італії (1):

«Ювентус»:  1978–79
- Володар Кубка УЄФА (1):

«Ювентус»:  1976–77